# Venda (África do Sul)

Bandeira de Venda.

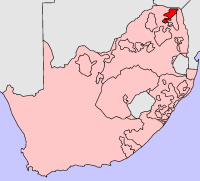
Venda.

Venda foi um bantustão criado pelo governo sul-africano, durante o regime do apartheid, para ali agrupar um grupo de sul-africanos falantes de xiVenda, no nordeste da antiga província do Transvaal, presentemente na província do Limpopo. O povo Venda tem origem na região de Mapungubwe, integrada na lista de Património Mundial.
Em 1973, o governo sul-africano concedeu "autodeterminação" a este território e em 1979, a "independência", ficando os seus habitantes privados da nacionalidade sul-africana.

## Chefes de estado
Venda teve quatro presidentes: Patrick Mphephu, Frank Ravele, Gabriel Ramushwana e Tshamano Ramabulana. 
| Bantustões da era do apartheid na África do Sul                                                                     |
| Bophuthatswana \| Ciskei \| Gazankulu \| KaNgwane \| KwaNdebele \| KwaZulu \| Lebowa \| QwaQwa \| Transkei \| Venda |